# Alchemilla stenoleuca
Alchemilla stenoleuca é uma espécie de rosácea do gênero Alchemilla, pertencente à família Rosaceae.